# Гуанчале
Гуанчале (итал. guanciale) — сыровяленые свиные щёки. Название происходит от итальянского «guancia» (гуанча) — щека.
Свиные щеки натирают солью, специями (как правило, это чёрный или красный перец, тмин, укроп, а иногда и чеснок) и сахаром, затем выдерживают в течение трёх недель. Аромат у гуанчале сильнее, чем у других продуктов из свинины, а текстура более нежная.
Традиционно гуанчале используют для приготовления пасты или соусов, например, паста алла карбона́ра (итал. pasta alla carbonara) или аматричана (итал. pasta all’amatriciana). Это деликатес из центральной Италии, в частности, Умбрии и Лацио.
Для замены гуанчале в блюдах можно использовать панчетту — бекон, но это будут уже вариации.